# Meknassa Al Gharbia
Meknassa Al Gharbia (àrab مكناسة الغربية) és una comuna rural de la província de Taza de la regió de Fes-Meknès. Segons el cens de 2014 tenia una població total de 3.890 persones.